# ديفيد مونيوث (مخرج)
ديفيد مونيوث (بالإسبانية: David Muñoz)‏ هو كاتب سيناريو ومخرج إسباني، ولد في 17 أكتوبر 1968 في مالقة في إسبانيا.

## وصلات خارجية
- الموقع الرسمي
- ديفيد مونيوث (مخرج) على موقع IMDb (الإنجليزية)
- ديفيد مونيوث (مخرج) على موقع قاعدة بيانات الفيلم (الإنجليزية)